# يوا
يو سي اه المعروفة بإسمها الفني يوا (بالكورية: 유시아)‏ هي مغنية كورية جنوبية، ولدت يوم 17 سبتمبر 1995 في سول في كوريا الجنوبية.

## روابط خارجية
- Yooa على موقع IMDb (الإنجليزية)
- Yooa على موقع ميوزك برينز (الإنجليزية)